# Đèo Bình Đê
Đèo Bình Đê là đèo trên Quốc lộ 1 ở vùng giáp ranh phường Sa Huỳnh, tỉnh Quảng Ngãi và phường Hoài Nhơn Bắc, tỉnh Gia Lai, Việt Nam .

## Vị trí
Đỉnh đèo Bình Đê trên Quốc lộ 1 ở vùng ranh giới phường Sa Huỳnh, tỉnh Quảng Ngãi và phường Hoài Nhơn Bắc, tỉnh Gia Lai. Đường đèo trải ở các khu phố Gia An Đông, phường Hoài Nhơn Bắc và thôn Hưng Long, phường Sa Huỳnh.
Đèo được đặt tên theo khu phố Bình Đê, phường Hoài Nhơn Bắc. Năm 2019 Google Maps biên tập tên đèo là đèo Sa Huỳnh.
Giống như các đèo ở giáp ranh tỉnh khác nhau, đèo Bình Đê từng là điểm nóng về an ninh trật tự
.